# Кордер (Міссурі)
Кордер (англ. Corder) — місто (англ. city) в США, в окрузі Лафаєтт штату Міссурі. Населення — 418 осіб (2020).

## Географія
Кордер розташований за координатами 39°5′57″ пн. ш. 93°38′20″ зх. д. / 39.09917° пн. ш. 93.63889° зх. д. (39.099189, -93.638904).  За даними Бюро перепису населення США в 2010 році місто мало площу 0,93 км², уся площа — суходіл.

## Демографія
Згідно з переписом 2010 року, у місті мешкали 404 особи в 171 домогосподарстві у складі 116 родин. Густота населення становила 437 осіб/км².  Було 194 помешкання (210/км²).
Расовий склад населення:
| - 94,6 % — білих - 1,0 % — чорних або афроамериканців - 0,7 % — корінних американців - 0,2 % — азіатів - 1,0 % — осіб інших рас |

До двох чи більше рас належало 2,5 %. Частка іспаномовних становила 1,5 % від усіх жителів.
За віковим діапазоном населення розподілялося таким чином: 24,0 % — особи молодші 18 років, 58,2 % — особи у віці 18—64 років, 17,8 % — особи у віці 65 років та старші. Медіана віку мешканця становила 43,2 року. На 100 осіб жіночої статі у місті припадало 102,0 чоловіків;  на 100 жінок у віці від 18 років та старших — 102,0 чоловіків також старших 18 років.
Середній дохід на одне домашнє господарство  становив 41 127 доларів США (медіана — 39 896), а середній дохід на одну сім'ю — 45 097 доларів (медіана — 45 938). Медіана доходів становила 31 094 долари для чоловіків та 23 365 доларів для жінок. За межею бідності перебувало 22,8 % осіб, у тому числі 23,3 % дітей у віці до 18 років та 0,0 % осіб у віці 65 років та старших.
Цивільне працевлаштоване населення становило 150 осіб. Основні галузі зайнятості: освіта, охорона здоров'я та соціальна допомога — 26,0 %, роздрібна торгівля — 15,3 %, виробництво — 11,3 %, будівництво — 9,3 %.